# Novigrad na Dobri
 Ovo je glavno značenje pojma Novigrad na Dobri. Za druga značenja pogledajte Novigrad (razdvojba).
Novigrad na Dobri je naselje u Republici Hrvatskoj, u sastavu Općine Netretić, Karlovačka županija. 

## Stanovništvo
Prema popisu stanovništva iz 2001. godine, naselje je imalo 101 stanovnika te 32 obiteljskih kućanstava.
| broj stanovnika | 238   | 212   | 187   | 170   | 151   | 168   | 122   | 162   | 150   | 169   | 161   | 132   | 130   | 137   | 101   | 85    | 62    |
|                 | 1857. | 1869. | 1880. | 1890. | 1900. | 1910. | 1921. | 1931. | 1948. | 1953. | 1961. | 1971. | 1981. | 1991. | 2001. | 2011. | 2021. |

## Šport
- NK Dobra, nogometni klub

## Znamenitosti
- Most na rijeci Dobri